# Biserica Intrarea în Biserică din Bistrița
Biserica Intrarea în Biserică din Bistrița este un monument istoric aflat pe teritoriul satului Bistrița, comuna Costești. În Repertoriul Arheologic Național, monumentul apare cu codul 169271.06.